# Nyctemera kotoshonis
Nyctemera kotoshonis là một loài bướm đêm thuộc phân họ Arctiinae, họ Erebidae.